# Cecil Taylor
Cecil Taylor (New York, 1929. március 25. – New York, 2018. április 5.) amerikai dzsesszzongorista.

## Pályakép
Cecil Taylor ötévesen édesanyja biztatására zongorázni kezdett. 1951-1955 között a New England Konzervatóriumon zongorázást és zeneelméletet tanult. Profi karrierje Hot Lips Page és Johnny Hodges mellett indult.
1955-ben kvartettet alapított Steve Lacyvel, és kiadta első albumát (1956). Ezidőben a Newport Jazz Festivalon és a Great South Bay Jazz Festivalon is fellépett. 1962-ben elnyerte a Down Beat New star díját. Ugyanakkor legalább öt évig segélyekből élt. Az 1970-es években egy darabig. 1967-77 között lemezeit Európában adták ki. Pályája 1973 után bontakozott ki, és turnézni is kezdett. Guggenheim-ösztöndíjat kapott, és saját lemezkiadót hozott létre.
A 70-es évek végén és a 80-as évek elején Taylor együttműködött Diane McIntyre tánctársulatával. Ők a dzsessz és a költészet táncban egyesítésével kísérleteztek. 1988-ban Taylor egyhónapos zenei fesztiválon volt Berlinben, amelyen Európa számos kiemelkedő avantgarde jazz zenész vett részt.
1991-ben a McArthur Alapítvány ösztöndíja jelentős anyagi biztonságot nyújtott számára. Habár Cecil Taylor klasszikus képzésben részesült, és a free jazz egyik úttörője volt.

## Albumok
- Jazz Advance, 1956
- At Newport, 1958
- Looking Ahead!, 1958
- Stereo Drive (Hard Driving Jazz o Coltrane Time), 1956-1958
- Love for Sale, 1959
- The World of Cecil Taylor 1960
- Air 1960
- Cell Walk for Celeste, 1961
- Jumpin' Punkins, 1961
- New York City R&B (con Buell Neidlinger), 1961
- Into the Hot, 1961
- Nefertiti the Beautiful One Has Come, 1962
- Unit Structures, 1966
- Conquistador!, 1966
- Student Studies (The Great Paris Concert), 1966
- Praxis, 1968
- The Great Concert of Cecil Taylor (Nuits de la Fondation Maeght), 1969
- Indent, 1973
- Akisakila, 1973
- Solo, 1973
- Spring of Two Blue J's, 1973
- Silent Tongues, 1974
- Dark to Themselves, 1976
- Air Above Mountains, 1976
- Cecil Taylor Unit, 1978
- 3 Phasis, 1978
- Live in the Black Forest, 1978
- One Too Many Salty Swift and Not Goodbye, 1978
- It is in the Brewing Luminous, 1980
- Fly! Fly! Fly! Fly! Fly!, 1980
- The Eighth, 1981
- Garden, 1981
- Winged Serpent (Sliding Quadrants), 1984
- Iwontunwonsi, 1986
- Amewa, 1986
- For Olim, 1986
- Olu Iwa, 1986
- Live in Bologna, 1987
- Live in Vienna, 1987
- Tzotzil/Mummers/Tzotzil, 1987
- Chinampas, 1987
- Riobec - Cecil Taylor & Günter Sommer, 1988
- In East Berlin, 1988
- Regalia - Cecil Taylor & Paul Lovens, 1988
- The Hearth, 1988
- Alms/Tiergarten (Spree), 1988
- Remembrance, 1988
- Pleistozaen Mit Wasser, 1988
- Spots, Circles, and Fantasy, 1988
- Legba Crossing, 1988
- Erzulie Maketh Scent, 1988
- Leaf Palm Hand, 1988
- In Florescence, 1989
- Looking (Berlin Version) Solo, 1989
- Looking (Berlin Version) The Feel Trio, 1989
- Looking (Berlin Version) Corona, 1989
- Celebrated Blazons, 1990
- 2Ts for a Lovely T, 1990
- Double Holy House, 1990
- Nailed, 1990
- Melancholy - Cecil Taylor, Harri Sjöström, Evan Parker, Barry Guy, Wolfgang Fuchs
- The Tree of Life, 1991
- Always a Pleasure, 1993
- Almeda - Cecil Taylor, Harri Sjöström, 1996
- The Light of Corona - Cecil Taylor, Harri Sjöström 1996
- Qu'a: Live at the Iridium, vol. 1 & 2 Cadence Jazz Records, con Harri Sjöström 1998
- Algonquin, 1998
- Momentum Space con Dewey Redman & Elvin Jones 1998)
- Incarnation, 1999
- The Willisau Concert, 2000
- Complicité, 2001
- Taylor/Dixon/Oxley, 2002
- Two T's for a Lovely T, 2003
- The Owner of the River Bank, 2004

## Díjak
- 1973:  Guggenheim-ösztöndíj
- 1975: Down Beat Jazz Hall of Fame
- 1990: National Endowment for the Arts (NEA)
- 1991: MacArthur Fellows Program (Columbia Egyetem)